# 가오숴타이

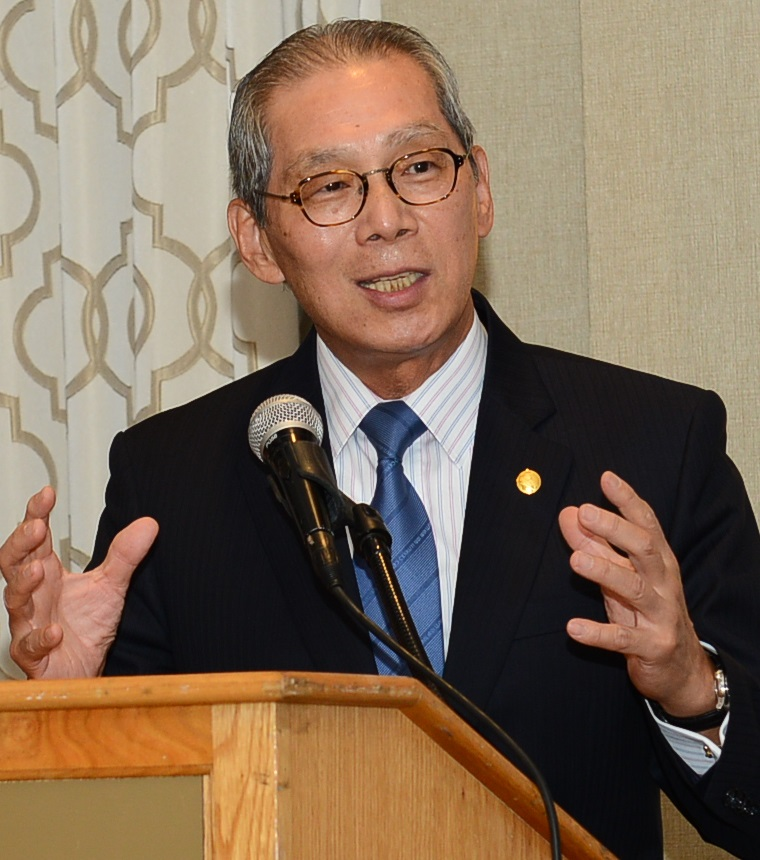
가오숴타이 (2016년)

가오숴타이(高碩泰, 1953년 5월 16일 ~ )는 중화민국의 외교관이다. 2016년부터 2020년까지 주미국 타이베이 대표를 역임했다.

## 생애
1953년 5월 16일에 타이베이시에서 태어났다. 1980년에 국립 정치 대학을 졸업하고 중화민국 외교부에서 업무를 시작해 처음으로 미국 하와이주의 주호놀룰루 타이베이 경제문화판사처에서 근무하고 조지아주의 주애틀란타 타이베이 경제문화판사처로 이동하였다. 그리고 주말레이시아 타이베이 대표처의 고문을 맡았다.
1996년에서 1997년까지 하버드 대학교의 국제사무센터에서 연구원을 하였다. 2000년 중화민국 외교부 북미국 부국장이 되었고 2001년에 국장으로 영전하였다. 2002년 주세계무역기구 타이베이 부대표를 맡았다. 2004년 주미국 타이베이 경제문화대표처 부대표가 되었다. 2007년 11월 주헝가리 대표에 임명되어 2008년 2월 1일에 취임하였다.
2013년 주이탈리아 타이베이 대표에 임명되었고, 2016년 5월 23일 선뤼쉰(沈呂巡)의 뒤를 이어 주미국 타이베이 대표로 임명되어 6월 5일에 부임하였고, 8월 2일에 선서 의식을 거행하였다. 2020년 7월 20일에 샤오메이친(蕭美琴)이 주미국 타이베이 대표로 임명되면서 물러났다.

## 같이 보기
- 주미국 타이베이 경제문화대표처